# Cá chình bạc
Cá chình bạc, tên khoa học Ariosoma anago, là một loài cá trong họ Congridae. Chúng được Coenraad Jacob Temminck và Hermann Schlegel mô tả lần đầu năm 1846, ban đầu được đặt trong chi Conger.